# 林明慧
林明慧（Lim Ming Hui，1999年12月5日—），新加坡女子羽毛球運動員。

## 簡歷
2019年2月，林明慧与金羽佳合作出戰老挝羽毛球国际系列赛女子雙打項目，一路打进决赛，以2:1的比分战胜泰国选手，获得冠军。

## 主要比賽成績
只列出曾進入準決賽的國際賽事成績：
| 年份   | 賽事                 | 公開賽級別 | 項目     | 拍檔   | 成績 |
| ------ | -------------------- | ---------- | -------- | ------ | ---- |
| 2019年 | 老撾羽毛球國際系列賽 | 國際系列賽 | 女子雙打 | 金羽佳 | 冠軍 |

| 2007-2017年 | 首要超級賽 | 超級賽 | 黃金大獎賽 | 大獎賽 | 國際挑戰賽 | 國際系列賽 | 未來系列賽 | 其他 |

| 2018-2026年 | 總決賽 | 超級1000賽 | 超級750賽 | 超級500賽 | 超級300賽 | 超級100賽 | 國際挑戰賽 | 國際系列賽 | 未來系列賽 | 其他 |